# Mula (socken)
Mula (kinesiska: 木拉, 木拉乡) är en socken i Kina. Den ligger i provinsen Sichuan, i den sydvästra delen av landet, omkring 430 kilometer sydväst om provinshuvudstaden Chengdu. Antalet invånare är 1775. Befolkningen består av 865 kvinnor och 910 män. Barn under 15 år utgör 25,0 %, vuxna 15-64 år 67 %, och äldre över 65 år 6,0 %.
Genomsnittlig årsnederbörd är 754 millimeter. Den regnigaste månaden är juli, med i genomsnitt 221 mm nederbörd, och den torraste är november, med 1 mm nederbörd.